# Habichtsburg
De Habichtsburg is een kasteel in de gemeente Habsburg in Zwitserland. De ruïnes van de burcht bevinden zich op een rots aan de Aare (zijrivier van de Rijn) in het kanton Aargau.

## Naam
Van de herkomst van de naam van de burcht bestaan verschillende versies:
- Legendarisch: Tijdens een jachtpartij zou een havik zijn neergestreken op de muren van de burcht, waardoor Radboud het de naam van Habichsburch gegeven zou hebben
- Historisch: Het oudduitse woord “Hab” (of : “Haw”) betekende rivierovergang: Burg an der Hab ofwel Habsburg (burcht van/aan de rivierovergang)

## Geschiedenis
De burcht werd gebouwd door Radboud I (Radbot) (985-1045) en zijn zoon Werner de Vrome (1025-1096) (bisschop van Straatsburg) , kleinzonen van Gontran de Rijke (graaf van Elzas en Brisgau), de stichter van het huis Habsburg (vermeld rond 959).
Over de reden waarom de burcht zou zijn opgericht bestaat een verklaring, dat de burcht als verdedigingswerk gold tegen Bourgondië, met wie de Zwitserse gebieden op vijandige voet stonden. Gezien de ligging in het ‘achterland’ van de frontlinie wordt hieraan getwijfeld.
Meer plausibel is, dat de burcht werd opgericht om de aanspraken op de omliggende gebieden te bevestigen, waardoor de burcht een statussymbool en bestuurscentrum werd van de landheer. Al in de 11e eeuw bezat het huis Habsburg vele landerijen in Aargau en kende het ook grote rijkdom, getuige het feit dat de burcht in steen werd opgetrokken, in tegenstelling tot de meeste burchten van die tijd, die voornamelijk van hout waren gemaakt.
Het slot was bedoeld als woonhuis en militaire vesting. De oorspronkelijke kern van het kasteel was een vierkante stenen woontoren van ruim achttien bij dertien meter, waarvan de muren aan de basis bijna twee meter dik waren. Daaroverheen werd later een vier verdiepingen tellend woonhuis gebouwd, dat aan de noordoostelijke zijde was verbonden met een vierkante verdedigingstoren.
Aan het einde van de twaalfde eeuw werd om het woonhuis en de verdedigingstoren een lange muur opgetrokken, waardoor een binnenplaats ontstond. Rond deze tijd werd ook een tweede toren gebouwd ten westen van het woonhuis, dat de kern zou worden van een afzonderlijk complex, waaraan een zaal en woonverblijven werden toegevoegd. Het is dit latere bouwwerk dat voor toeristen te zien is, van de rest is niet meer over dan een stapel stenen.
In de tweede helft van de dertiende eeuw kwamen de Habsburgers steeds minder in het kasteel. Het was intussen toegewezen aan vazallen van de Habsburgers en gesplitst in twee afzonderlijke versterkingen.
In 1425 werd het hele complex veroverd door de stad Bern.

## Moderne tijd
De ruïne van de vroegere burcht is een cultuurerfgoed in Zwitserland. Bij de burcht bevindt zich een informatiecentrum over de geschiedenis van de burcht en een restaurant.